# Бадалин

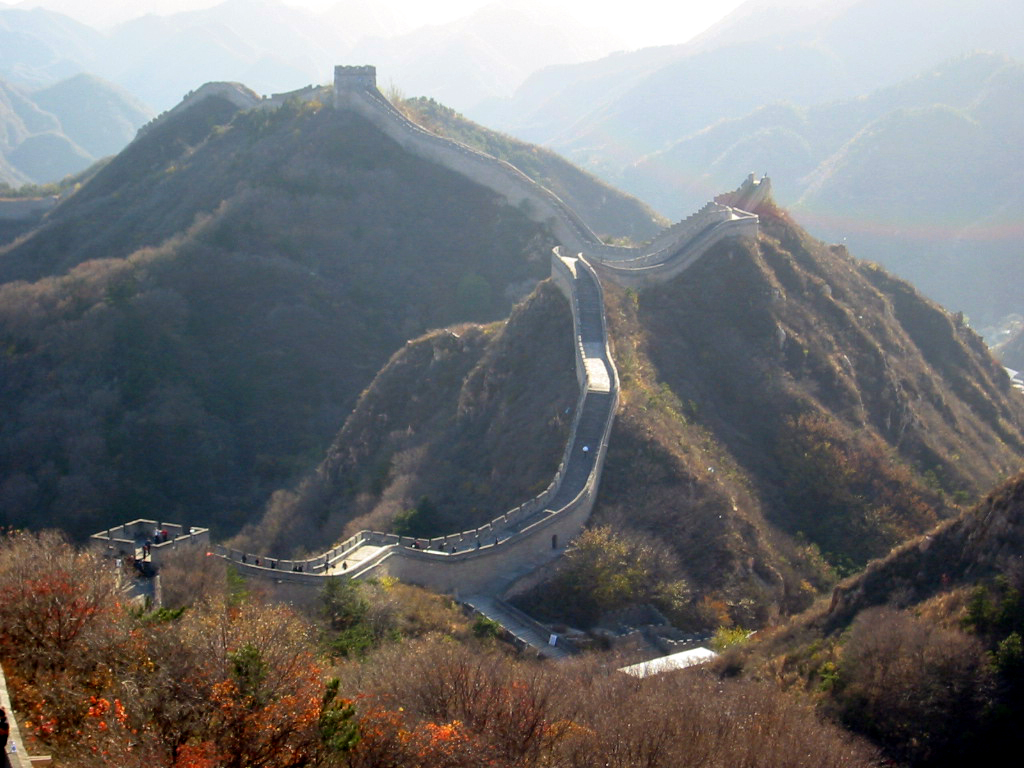
Бадалинский участок Великой стены.

Бадалин (кит. 八达岭) — наиболее посещаемый туристами отрезок Великой Китайской стены, пролегающий в 75 км к северо-западу от Пекина и соединённый с ним автобусным экспрессом, а после Олимпийских игр 2008 года в Пекине — и железнодорожным экспрессом. 
Построен во время империи Мин (1368—1644), тщательно отреставрирован при Мао Цзэдуне, а в 1957 году первым из участков Великой стены открыт для свободного посещения всеми желающими. Каждый год сюда приезжают миллионы туристов.
С 1 июня 2019 года на посещение участка Великой китайской стены Бадалин можно будет бронировать билеты онлайн за неделю до экскурсии. Это займёт всего минуту и при входе необходимо предъявить только удостоверение личности. Однако по правилам количество посетителей в день не должно превышать 65 тыс. человек .

## Интересные факты
- Инженер Чжань Тянью[англ.] получил прозвище «Отец китайских железных дорог», за то что провёл под Бадалином железную дорогу Пекин—Чжанцзякоу, вырубив в хребте тоннель.
- Во время Олимпийских игр 2008 года в Пекине в Бадалине частично проходила групповая шоссейная велогонка у мужчин и женщин.